# 9677 Gowlandhopkins
9677 Gowlandhopkins (2532 P-L) là một tiểu hành tinh vành đai chính.